# Mistrovství světa v zápasu řecko-římském 2010
Mistrovství světa v zápasu řecko-římském proběhlo v Moskvě, Rusko v roce 2010.

## Výsledky
| Kategorie | Podrobně | Zlato                 | Stříbro                  | Bronz                     | Bronz                 |
| --------- | -------- | --------------------- | ------------------------ | ------------------------- | --------------------- |
| -55 kg    | podrobně | Hamíd Surián (IRI)    | Čchoi Kju-čin (KOR)      | Nazir Mankijev (RUS)      | Roman Amojan (ARM)    |
| -60 kg    | podrobně | Hasan Alijev (AZE)    | Rjutaro Macumoto (JPN)   | Almat Kebispajev (KAZ)    | Čong Či-hjon (KOR)    |
| -66 kg    | podrobně | Ambako Vačadze (RUS)  | Armen Vardanjan (UKR)    | Vasif Arzumanov (TUR)     | Vitali Rahimov (AZE)  |
| -74 kg    | podrobně | Selçuk Çebi (TUR)     | Arsen Džulfalakjan (ARM) | Imil Šarafetdinov (RUS)   | Danijar Kabanov (KGZ) |
| -84 kg    | podrobně | Christo Marinov (BUL) | Pablo Shorey (CUB)       | Alexej Mišin (RUS)        | Nenad Žugaj (CRO)     |
| -96 kg    | podrobně | Amír Alíakbarí (IRI)  | Timofej Dějničenko (BLR) | Aslanbek Chuštov (RUS)    | Jimmy Lidberg (SWE)   |
| -120 kg   | podrobně | Mijaín López (CUB)    | Jurij Patrikejev (ARM)   | Nurmachan Tynalijev (KAZ) | Rıza Kaya'alp (TUR)   |